# Эксперимент Куотермасса
«Эксперимент Куотермасса» (англ. The Quatermass Xperiment) — кинофильм режиссёра Вэла Геста, вышедший на экраны в 1955 году. Фильм основан на одноимённом телесериале, показанном на канале BBC Television в 1953 году. Лента является одним из первых классических фильмов ужасов, снятых британской студией Hammer.

## Сюжет
В британской глубинке падает космическая ракета, запущенная в порядке эксперимента профессором Бернардом Куотермассом (из контекста следует, что это первый запуск с людьми на борту). В корабле находилось три космонавта-первопроходца — Грин, Райхенхайм и Карун. Однако, к удивлению учёных, вскрывших ракету, внутри был обнаружен только последний, а остальные члены экипажа бесследно исчезли. Чтобы выяснить причины происшедшего, Куотермасс и доктор Бриско проводят обследования уцелевшего Виктора Каруна, находящегося в состоянии глубокого шока. Одновременно этим делом начинает заниматься полиция в лице инспектора Ломакса. Вскоре выясняется, что организм Каруна испытывает какие-то странные изменения…

## В ролях
- Брайан Донлеви — профессор Бернард Куотермасс
- Джек Уорнер — инспектор Ломакс
- Марджа Дин — миссис Джудит Карун
- Ричард Вордсворт — Виктор Карун
- Дэвид Кинг-Вуд — доктор Гордон Бриско
- Гарольд Лэнг — Кристи
- Лайонел Джеффрис — Блейк
- Тора Хёрд — Рози